# Carmen Moral
Carmen Moral (Lima) es una compositora y directora de orquesta peruana, que se desempeña como profesora de composición en el Berklee College of Music en Boston.

## Trayectoria
Desde pequeña, aprendió en el entorno familiar a tocar instrumentos como el piano, el saxofón, el clarinete, la guitarra o el violín. Con tres años tocaba las primeras notas. Con ocho, hacía audiciones de piano para radio. Se formó en el Conservatorio Nacional de Música de Lima y posteriormente, hizo un bachelor en música y un grado de Máster en música en la Manhattan School of Music en Nueva York, un Máster en la Universidad de Columbia y un doctorado en artes en la Universidad Sorbona en París.
A finales de 1969, animada por su profesor Rodolfo Holzmann y por sus compañeros de promoción del Conservatorio Nacional de Música, fue la más joven y única mujer de las siete personas que se presentaron a un concurso convocado para seleccionar al director de la Orquesta Sinfónica Nacional del Perú, que consiguió ganar y pasó a convertirse en la primera mujer directora de orquesta sinfónica nacional en Latinoamérica.
Fue durante tres años, Directora Titular de la Orquesta Filarmónica de Bogotá, la Primera Orquesta de Cámara de Mujeres de Austria, la Orquesta Sinfónica de la Universidad Mimar Sinan (Estambul). Durante seis años fue la Primera Directora de la Opera Estatal de Estambul. Fue directora invitada de alrededor de sesenta y cinco orquestas entre las que destacan la Orquesta Filarmónica George Enesco de Bucarest, la Orquesta Sinfónica de Moscú, la Orquesta Tonkünstler de Viena, la Orquesta Filarmónica de Buenos Aires, la Orquesta Pasdeloup de París, la Orquesta Sinfónica Nacional de México o las orquestas de cámara de Viena y Lausana. Dirigió en teatros de más de veinte países de todo el mundo como la Gran Sala del Musikverein de Viena, el Centro John F. Kennedy para las Artes Escénicas de Washington D. C., el Teatro Bolshói del Conservatorio de Moscú, el Teatro Colón de Buenos Aires, el Teatro Bellas Artes de México DF, el Teatro de las Nacionalidades de Pekín o la Sala Pleyel de París. Su repertorio compuesto por más de seiscientas obras abarca estilos y géneros como el sinfónico, la ópera y la música de cámara. A lo largo de su carrera, se ha encargado de numerosos estrenos mundiales.

## Reconocimientos
Es Directora Emérita y Directora Honoraria de la Orquesta Sinfónica Nacional del Perú, Gran Oficial de la Orden al Mérito de la Ciudad de Bogotá y Medalla de Honor de la Cultura Peruana.